# Gli ottimisti
Gli ottimisti (The Optimists o anche The Optimists of Nine Elms) è un film del 1973 diretto da Anthony Simmons.
Donna Mullane, che interpreta Liz nel film, venne scritturata per la parte dalla produzione che, stando supervisionando le varie location per le riprese, la vide mentre tornava da scuola.

## Trama
Nel quartiere di Londra Nine Elms, un intrattenitore in pensione si guadagna da vivere come musicista di strada per le strade di Londra. Due bambini fanno amicizia con il vecchio musicista, illuminando la sua vita altrimenti incolore.